# Naturbahnrodel-Europameisterschaft 1983
Die 10. FIL Naturbahnrodel-Europameisterschaft fand vom 2. bis 6. Februar 1983 in St. Konrad in Österreich statt.

## Technische Daten der Naturrodelbahn
| Name                   | Naturrodelbahn Jagerberg |
| Start                  | 0777 m ü. A.             |
| Ziel                   | 0595 m ü. A.             |
| Höhendifferenz         | 0182 m                   |
| Durchschnittl. Gefälle | 0015 %                   |
| Länge                  | 1220 m                   |

## Einsitzer Herren
| Platz | Name                 | Zeit        |
| ----- | -------------------- | ----------- |
| 01    | Otto Bachmann        | 4:06,69 min |
| 02    | Martin Jud           | + 1,13 s    |
| 03    | Andreas Jud          | + 2,24 s    |
| 04    | Damiano Lugon        | ?           |
| 05    | Gerhard Pircher      | ?           |
| 06    | Roland Trattnig      | ?           |
| 07    | Hermann Sporer       | ?           |
| 08    | Ernst Oberhammer     | ?           |
| 09    | Oswald Pörnbacher    | ?           |
| 10    | Ernst Marmsoler      | ?           |
| 11    | Manfred Danklmaier   | ?           |
| 12    | Giuseppe Cerise      | ?           |
| 13    | Walter Mauracher     | ?           |
| 14    | Konrad Jungmann      | ?           |
| 15    | Robert Dorfmann      | ?           |
| 16    | Andreas Triendl      | ?           |
| 17    | Albin Donzel         | ?           |
| 18    | Raimund Pigneter     | ?           |
| 19    | Gerhard Pilz         | ?           |
| 20    | Leopold Krašovec     | ?           |
| 21    | Vitus Gansler        | ?           |
| 22    | Leopold Perko        | ?           |
| 23    | Marjan Meglič        | ?           |
| 24    | Karl A. Jensen       | ?           |
| 25    | Paweł Goryl          | ?           |
| 26    | Einar Danbolt        | ?           |
| 27    | Paolo Dalbard        | ?           |
| 28    | Trond Enkerud        | ?           |
| 29    | Albert Perko         | ?           |
| 30    | Håkon Sandvik        | ?           |
| 31    | Laurent Fesselet     | ?           |
| 32    | Eugen Leuthold       | ?           |
| 33    | Philippe Keck        | ?           |
| 34    | Ryszard Chmielewski  | ?           |
| 35    | Milan Česen          | ?           |
| 36    | Hermann Städler      | ?           |
| 37    | Franz Beschta        | ?           |
| 38    | Jan Mickos           | ?           |
| 39    | Volker Schönhuber    | ?           |
| 40    | Anton Berwanger      | ?           |
| 41    | Stanko Koler         | ?           |
| 42    | Vinko Lavtižar       | ?           |
| 43    | Nils Petter Gill     | ?           |
| 44    | Manfred Bruckmeier   | ?           |
| 45    | Xavier Raurell Lopez | ?           |
| 46    | Lars Ekström         | ?           |
| 47    | Augustin Bou Magueda | ?           |
| 48    | Drago Česen          | ?           |
| 49    | Paweł Jędrzejko      | ?           |
| 50    | Chris Dyason         | ?           |
| 51    | Patrick Ginet        | ?           |
| 52    | Peter Howart         | ?           |
| 53    | Hans Wackerlin       | ?           |
| --    | Franz Mair           | DSQ         |
| --    | Heinz Gdanitz        | DSQ         |
| --    | Stephan Melliger     | DNF         |
| --    | Willi Danklmaier     | DNF         |
| --    | Marjan Prevc         | DNF         |
| --    | Georg Spindler       | DNF         |
| --    | Robert Nagele        | DNF         |
| --    | Erich Hedinger       | DNF         |
| --    | Ben Heijmeijer       | DNF         |

Zum dritten Mal in Folge standen nur Italiener auf dem Siegerpodest im Herren-Einsitzer. Otto Bachmann konnte seinen Titel erfolgreich verteidigen und wurde zum zweiten Mal Europameister. Die Silbermedaille gewann Martin Jud und Bronze ging an Andreas Jud, den Europameister im Doppelsitzer.

## Einsitzer Damen
| Platz | Name                 | Zeit        |
| ----- | -------------------- | ----------- |
| 01    | Ingeborg Innerhofer  | 4:22,00 min |
| 02    | Irmgard Lanthaler    | + 0,76 s    |
| 03    | Delia Vaudan         | + 1,09 s    |
| 04    | Elfriede Pirkmann    | ?           |
| 05    | Helene Mitterstieler | ?           |
| 06    | Nelly Chapellu       | ?           |
| 07    | Ida Huber            | ?           |
| 08    | Małgorzata Kabat     | ?           |
| 09    | Herta Hafner         | ?           |
| 10    | Barbara Winkler      | ?           |
| 11    | Karin Berni          | ?           |
| 12    | Ewa Kierepka         | ?           |
| --    | Paula Peintner       | DNF         |
| --    | Petra Leitinger      | DNF         |
| --    | Hilde Fuchs          | DNF         |

Europameisterin im Einsitzer der Damen wurde die 17-jährige Ingeborg Innerhofer aus Österreich. Sie gewann das Rennen vor Irmgard Lanthaler und der Titelverteidigerin Delia Vaudan, beide aus Italien.

## Doppelsitzer
| Platz | Name                                  | Zeit        |
| ----- | ------------------------------------- | ----------- |
| 01    | Andreas Jud – Günther Steinhauser     | 2:51,52 min |
| 02    | Raimund Pigneter – Georg Antholzer    | + 0,89 s    |
| 03    | Roland Trattnig – Harald Rabitsch     | + 1,08 s    |
| 04    | Manfred Danklmaier – Willi Danklmaier | ?           |
| 05    | Konrad Jungmann – Franz Mair          | ?           |
| 06    | Manfred Gräber – Ernst Oberhammer     | ?           |
| 07    | Arthur Gatt – August Strickner        | ?           |
| 08    | Franz Noichl – Rupert Döttlinger      | ?           |
| 09    | Ryszard Chmielewski – Paweł Goryl     | ?           |
| 10    | Heinz Gdanitz – Manfred Bruckmeier    | ?           |
| 11    | Karl A. Jensen – Trond Enkerud        | ?           |
| 12    | Nils Petter Gill – Håkon Sandvik      | ?           |
| 13    | Volker Schönhuber – Franz Beschta     | ?           |
| 14    | Philippe Keck – Laurent Fesselet      | ?           |
| --    | Richard Marmsoler – Ernst Marmsoler   | DSQ         |
| --    | Eugen Leuthold – Erich Hedinger       | DNF         |
| --    | Leopold Krašovec – Marjan Meglič      | DNF         |
| --    | Milan Česen – Drago Česen             | DNF         |
| --    | Martin Jud – Hubert Steinhauser       | DNF         |
| --    | Albin Donzel – Patrick Ginet          | DNS         |
| --    | Georg Spindler – Vitus Gansler        | DNS         |

Die Italiener Andreas Jud und Günther Steinhauser wurden Europameister im Doppelsitzer. Jud hatte zusammen mit Ernst Oberhammer im Vorjahr bereits die Weltmeisterschaft gewonnen. Die Silbermedaille gewannen ihre Landsmänner Raimund Pigneter und Georg Antholzer. Pigneter war gemeinsam mit Oswald Pörnbacher 1980 Weltmeister. Die Bronzemedaille gewannen Roland Trattnig und Harald Rabitsch aus Österreich. Für sie war es die einzige Medaille bei Großereignissen.

## Medaillenspiegel
| Platz | Land       | Gold | Silber | Bronze | Gesamt |
| ----- | ---------- | ---- | ------ | ------ | ------ |
| 1.    | Italien    | 2    | 3      | 2      | 7      |
| 2.    | Österreich | 1    | —      | 1      | 2      |